# Matteo Badilatti
Matteo Badilatti, né le 30 juillet 1992 à Poschiavo, est un coureur cycliste suisse. Il est membre de l'équipe Q36.5 Pro.

## Biographie
Matteo Badilatti commence à se consacrer au cyclisme sur le tard, à l'âge de 20 ans. Il est alors étudiant en commerce à l'université de Saint-Gall. Il prend sa première licence au Velo Club Mendrisio-PL Valli, où il court durant six saisons. Bon grimpeur, il s'illustre d'abord dans les courses de côte suisses. 
En 2017, il s'impose sur le Tour de Tarentaise, une épreuve par étapes du calendrier amateur français. Il termine également septième du championnat de Suisse (deuxième meilleur amateur) et neuvième du Tour du Jura. Après ses performances, il rejoint l'équipe autrichienne Vorarlberg-Santic en 2018. Pour ses débuts au niveau continental, il confirme ses qualités de grimpeur en terminant deuxième du Tour de Savoie Mont-Blanc, septième du Tour de l'Ain et neuvième du Tour d'Autriche. Il devient ensuite stagiaire chez Israel Cycling Academy, puis y passe professionnel en 2019, après une huitième place sur le Tour de Hainan. Durant cette saison, il finit troisième du Tour du Rwanda, sixième de l'étape reine du Tour de l'Ain, dixième du Tour de l'Utah ou encore onzième du Tour de Sicile. 
En 2020, il se classe deuxième d'une étape du Tour d'Antalya, troisième du Sibiu Cycling Tour et quatrième du Tour de Hongrie. Il court ensuite durant deux saisons au sein de la formation française Groupama-FDJ. Son meilleur résultat est une troisième place sur le Tour de l'Ain en 2021. Il n'est toutefois pas conservé par ses dirigeants à l'issue de la saison 2022. Matteo Badilatti est alors recruté par la nouvelle équipe italienne Q36.5 Pro, qui voit le jour en 2023. 

## Palmarès
- 2012
  - 3e de Coire-Arosa
- 2014
  - 3e de Coire-Arosa
- 2015
  - 3e de Coire-Arosa
- 2016
  - Monaco-La Turbie
  - 3e de Coire-Arosa
- 2017
  - Tour de Tarentaise :
    - Classement général
    - 1re étape

  - 2e de Silenen-Amsteg-Bristen
  - 2e du championnat de Suisse sur route élites nationaux
- 2018
  - 2e du Tour de Savoie Mont-Blanc
- 2019
  - 3e du Tour du Rwanda
- 2020
  - 3e du Sibiu Cycling Tour
- 2021
  - 3e du Tour de l'Ain
- 2023
  - 6e étape du Tour du Rwanda

## Résultats sur les grands tours

### Tour d'Italie
1 participation
- 2021 : 34e

### Tour d'Espagne
1 participation
- 2020 : 110e

## Classements mondiaux
| Année                                 | 2017  | 2018 | 2019 | 2020 | 2021 | 2022  | 2023 | 2024 |
| ------------------------------------- | ----- | ---- | ---- | ---- | ---- | ----- | ---- | ---- |
| Classement mondial                    | 1605e | 674e | 412e | 215e | 403e | 1066e | 463e | 716e |
| UCI Europe Tour                       | 1020e | 407e | 328e | 179e | 331e | 763e  | nc   | nc   |
|                                       |       |      |      |      |      |       |      |      |
| Légende : nc = non classéSource : UCI |       |      |      |      |      |       |      |      |